# Nycteola pseudoilicana
Nycteola pseudoilicana är en fjärilsart som beskrevs av Obraztsov 1953. Nycteola pseudoilicana ingår i släktet Nycteola och familjen trågspinnare. Inga underarter finns listade.